# Gerson Cardozo
Gerson da Silva Cardozo  ou simplesmente Gerson Cardozo (Nova Iguaçu, RJ 26 de junho de 1970) é um cantor e bispo evangélico brasileiro. É bispo da Igreja Transformando Vidas, desde que se desligou da Igreja Universal do Reino de Deus em 2007.

## Biografia
Teve uma formação religiosa espírita kardecista até aos dezesseis anos. Aos dezessete teve o privilégio de conhecer Jesus, e aos dezenove já servia como pastor. Foi consagrado bispo aos vinte e seis anos e esteve pregando o evangelho em alguns estados como Ceará, São Paulo, Rio Grande do Sul, Paraná, Minas Gerais e Rio de Janeiro.

## Cantor
Desde criança seu pai o colocava para cantar em alguns eventos, apesar de nunca ter estudado nem música e nem canto, as pessoas que sempre falavam que possuía o talento para cantar. No tocante a gravação de Cd, um bispo da IURD determinou que deveria gravar, e durante o tempo em que esteve nesta denominação foram apenas 6 CDs, devido a falta de tempo no trabalho evangelistico.
Seus discos lançados pela Line Records já lhe renderam vários discos de ouro certificados pela ABPD nas quais foram recebidos no Programa Raul Gil. Seus álbuns de maior destaque são Eterno Amor e Ninguém te Amou Assim entre seus sucessos há canções de compositores como Tonny Sabetta, Michael Sullivan, Beno César e Solange De César. Gerson Cardozo ganhou o prêmio no Troféu Talentos do Ano 2000 de revelação masculina ao lado de Kléber Lucas com a musica Tu Me Amas Assim.
Após mais de 15 anos, período em que esteve totalmente dedicado ao ministério pastoral, o cantor Gerson Cardozo retorna ao mundo da música com novos projetos, o que há muito era aguardado pelos que acompanham o seu trabalho.
O projeto, produzido pela Trinity ProArt, consiste em quatro lançamentos (singles) que serão lançados em todas as plataformas digitais e contarão também com videoclipe no YouTube. O primeiro lançamento acontecerá dia 26 de Novembro de 2021, é uma releitura de um de seus maiores sucessos, ‘Refrigério’, cuja versão original foi lançada em 2002 e que ainda é uma das mais tocadas do cantor nas plataformas de streaming.

## Vida Pessoal
Foi casado com Daniela Delatorre desde 1992 até 2012, com quem teve o unico filho, Davi. Atualmente é casado com Suellen Lima Cruz Cardozo desde 2013. Suellen é pastora e ministra de louvor da Igreja Transformando Vidas,  auxiliando Gerson no trabalho evangelistico da igreja. É irmão do também bispo Eduardo Cardozo.

### Discografia[4]
Álbuns de estúdio
- 1994: Estrada Sem Chão
- 1996: Não Fique Assim
- 1998: Tu Me Amas Assim
- 2000: Eterno Amor
- 2002: Ninguém Te Amou Assim
- 2006: Um Amor Tão Grande Assim

Compilações
- 2003: Seleção de Ouro